# پارک گلاور
پارک گلاور (به انگلیسی: Glover Park) یک منطقهٔ مسکونی در ایالات متحده آمریکا است که در واشینگتن، دی.سی. واقع شده‌است.